# FK 바나트 즈레냐닌
FK 바나트 즈레냐닌(세르비아어: Фудбалски клуб Банат Зрењанин / Fudbalski klub Banat Zrenjanin)은 즈레냐닌을 연고로 하는 세르비아의 축구 클럽이다. 2006년에 설립되었으며 2016년에 해체되었다.